# Саснович Олександра Олександрівна
Саснович Олександра Олександрівна (біл. Аляксандра Аляксандраўна Сасновіч; нар. 22 березня 1994) — білоруська професійна тенісистка. Найвища позиція в одиночному рейтингу — 41, досягнута 16 липня 2018.

## Фінали турнірів WTA

### Одиночний розряд (0–2)
| Легенда                             |
| ----------------------------------- |
| Турніри Великого шолома (0–0)       |
| Турніри WTA Tour (0–0)              |
| Premier Mandatory & Premier 5 (0–0) |
| Premier (0–1)                       |
| International (0–1)                 |

| Фінали за покриттям |
| ------------------- |
| Тверде (0–2)        |
| Ґрунт (0–0)         |
| Трава (0–0)         |
| Килим (0–0)         |

| Результат | Ранг | Дата            | Турнір                                  | Покриття | Опонент            | Рахунок  |
| --------- | ---- | --------------- | --------------------------------------- | -------- | ------------------ | -------- |
| Поразка   | 1.   | 21 вересня 2015 | Hansol Korea Open Tennis Турніри, Seoul | Тверде   | Ірина-Камелія Бегу | 3–6, 1–6 |
| Поразка   | 2.   | 6 січня 2018    | Brisbane International                  | Тверде   | Еліна Світоліна    | 2–6, 1–6 |

## Фінали ITF (18–2)

### Одиночний розряд (11–0)
| Легенда          |
| ---------------- |
| Турніри $100,000 |
| Турніри $75,000  |
| Турніри $50,000  |
| Турніри $25,000  |
| Турніри $15,000  |
| Турніри $10,000  |

| Фінали за покриттям |
| ------------------- |
| Тверде (7–0)        |
| Ґрунт (4–0)         |
| Трава (0–0)         |
| Килим (0–0)         |

| Результат | Ранг | Дата             | Категорія | Турнір                 | Покриття   | Опонент                    | Рахунок       |
| --------- | ---- | ---------------- | --------- | ---------------------- | ---------- | -------------------------- | ------------- |
| Перемога  | 1.   | 10 жовтня 2011   | $10,000   | Кальярі, Італія        | Ґрунт      | Anne Schäfer               | 6–4, 6–3      |
| Перемога  | 2.   | 9 квітня 2012    | $10,000   | Помеція, Італія        | Ґрунт      | Ралука Олару               | 0–6, 6–1, 6–1 |
| Перемога  | 3.   | 27 серпня 2012   | $10,000   | Санкт-Петербург, Росія | Ґрунт      | Polina Vinogradova         | 1–6, 6–3, 6–0 |
| Перемога  | 4.   | 5 листопада 2012 | $25,000   | Мінськ, Білорусь       | Тверде (i) | Кіченок Людмила Вікторівна | 6–0, 7–6(7–4) |
| Перемога  | 5.   | 4 березня 2013   | $10,000   | Нетанья, Ізраїль       | Тверде     | Амандін Есс                | 6–2, 7–5      |
| Перемога  | 6.   | 11 березня 2013  | $10,000   | Нетанья, Ізраїль       | Тверде     | Polina Vinogradova         | 6–3, 3–6, 6–4 |
| Перемога  | 7.   | 25 березня 2013  | $25,000   | Таллінн, Естонія       | Тверде (i) | Кіченок Надія Вікторівна   | 7–6(7–3), 6–2 |
| Перемога  | 8.   | 21 жовтня 2013   | $100,000  | Пуатьє, Франція        | Тверде (i) | Софія Арвідссон            | 6–1, 5–7, 6–4 |
| Перемога  | 9.   | 28 жовтня 2013   | $50,000+H | Нант, Франція          | Тверде (i) | Магда Лінетт               | 4–6, 6–4, 6–2 |
| Перемога  | 10.  | 17 лютого 2014   | $25,000   | Москва, Росія          | Тверде (i) | Анетт Контавейт            | 6–3, 6–2      |
| Перемога  | 11.  | 2 червня 2014    | $25,000   | Брешія, Італія         | Ґрунт      | Рената Ворачова            | 6–4, 6–1      |

### Парний розряд (7–2)
| Легенда          |
| ---------------- |
| Турніри $100,000 |
| Турніри $75,000  |
| Турніри $50,000  |
| Турніри $25,000  |
| Турніри $15,000  |
| Турніри $10,000  |

| Фінали за покриттям |
| ------------------- |
| Тверде (6–2)        |
| Ґрунт (1–0)         |
| Трава (0–0)         |
| Килим (0–0)         |

| Результат  | Ранг | Дата              | Категорія | Турнір                      | Покриття   | Партнер            | Опоненти                                   | Рахунок               |
| ---------- | ---- | ----------------- | --------- | --------------------------- | ---------- | ------------------ | ------------------------------------------ | --------------------- |
| Перемога   | 1.   | 20 лютого 2012    | $10,000   | Таллінн, Естонія            | Тверде (i) | Lou Brouleau       | Olga Kalyuzhnaya Jaimy-Gayle van de Wal    | 6–3, 6–2              |
| Runner- up | 1.   | 29 жовтня 2012    | $75,000   | Barnstaple, Велика Британія | Тверде (i) | Діана Марцинкевич  | Акгуль Аманмурадова Весна Долонц           | 3–6, 1–6              |
| Перемога   | 2.   | 5 листопада 2012  | $25,000   | Мінськ, Білорусь            | Тверде (i) | Катерина Деголевич | Кіченок Людмила Вікторівна Nadiia Kichenok | 1–6, 6–2, [10–3]      |
| Runner- up | 2.   | 28 січня 2013     | $75,000   | Ейлат, Ізраїль              | Тверде     | Корінна Дентоні    | Алла Кудрявцева Еліна Світоліна            | 1–6, 3–6              |
| Перемога   | 3.   | 4 березня 2013    | $10,000   | Нетанья, Ізраїль            | Тверде     | Поліна Лейкіна     | Natela Dzalamidze Aminat Kushkhova         | 2–6, 7–6(7–4), [10–8] |
| Перемога   | 4.   | 11 березня 2013   | $10,000   | Нетанья, Ізраїль            | Тверде     | Polina Monova      | Lu Jiajing Lu Jiaxiang                     | 6–1, 6–2              |
| Перемога   | 5.   | 22 квітня 2013    | $25,000   | К'яссо, Швейцарія           | Ґрунт      | Діана Марцинкевич  | Ніколе Клеріко Giulia Gatto-Monticone      | 6–7(2–7), 6–4, [10–7] |
| Перемога   | 6.   | 11 листопада 2013 | $25,000   | Мінськ, Білорусь            | Тверде (i) | Ілона Кремінь      | Anna Danilina Olga Doroshina               | 7–6(7–3), 6–0         |
| Перемога   | 7.   | 23 лютого 2015    | $50,000   | Saint Petersburg, Росія     | Тверде (i) | Вікторія Голубич   | Стефані Форец Ана Врлич                    | 6–4, 7–5              |

## Участь у Fed Cup

### Одиночний розряд
| Рік                                     | Стадія  | Дата           | Місце                        | Супротивник                      | Покриття   | Опонент                      | W/L | Рахунок            |
| --------------------------------------- | ------- | -------------- | ---------------------------- | -------------------------------- | ---------- | ---------------------------- | --- | ------------------ |
| 2012 Fed Cup World Group II Play-offs   | WG2 P/O | 21 квітня 2012 | Yverdon-les-Bains, Швейцарія | Швейцарія                        | Тверде (i) | Штефані Фьоґеле              | L   | 0–6, 7–5, 3–6      |
| 2012 Fed Cup World Group II Play-offs   | WG2 P/O | 22 квітня 2012 | Yverdon-les-Bains, Швейцарія | Швейцарія                        | Тверде (i) | Тімеа Бачинскі               | L   | 2–6, 6–3, 1–6      |
| 2013 Fed Cup Europe/Africa Zone Group I | R/R     | 6 лютого 2013  | Ейлат, Ізраїль               | Грузія                           | Тверде     | Margalita Chakhnashvili      | W   | 6–3, 6–2           |
| 2013 Fed Cup Europe/Africa Zone Group I | R/R     | 7 лютого 2013  | Ейлат, Ізраїль               | Австрія                          | Тверде     | Patricia травняr-Achleitner  | W   | 6–3, 4–6, 6–4      |
| 2013 Fed Cup Europe/Africa Zone Group I | R/R     | 8 лютого 2013  | Ейлат, Ізраїль               | Хорватія                         | Тверде     | Ана Конюх                    | L   | 7–6(7–3), 4–6, 2–6 |
| 2014 Fed Cup Europe/Africa Zone Group I | R/R     | 4 лютого 2014  | Будапешт, Угорщина           | Туреччина                        | Тверде (i) | Пемра Озген                  | W   | 6–4, 6–3           |
| 2014 Fed Cup Europe/Africa Zone Group I | R/R     | 6 лютого 2014  | Будапешт, Угорщина           | Португалія                       | Тверде (i) | Марія Жуан Келер             | W   | 6–3, 6–4           |
| 2014 Fed Cup Europe/Africa Zone Group I | R/R     | 7 лютого 2014  | Будапешт, Угорщина           | Болгарія                         | Тверде (i) | Borislava Botusharova        | W   | 6–1, 6–3           |
| 2014 Fed Cup Europe/Africa Zone Group I | P/O     | 9 лютого 2014  | Будапешт, Угорщина           | Нідерландські Антильські острови | Тверде (i) | Рішель Гогеркамп             | L   | 3–6, 4–6           |
| 2015 Fed Cup Europe/Africa Zone Group I | R/R     | 4 лютого 2015  | Будапешт, Угорщина           | Грузія                           | Тверде (i) | Sofia Shapatava              | W   | 6–1, 4–6, 7–5      |
| 2015 Fed Cup Europe/Africa Zone Group I | R/R     | 6 лютого 2015  | Будапешт, Угорщина           | Португалія                       | Тверде (i) | Michelle Larcher de Brito    | L   | 4–6, 2–6           |
| 2015 Fed Cup World Group II Play-offs   | WG2 P/O | 19 квітня 2015 | Токіо, Японія                | Японія                           | Тверде (i) | Моріта Аюмі                  | L   | 6–7(5–7), 6–4, 4–6 |
| 2016 Fed Cup World Group II             | WG2     | 6 лютого 2016  | Квебек (місто), Канада       | Канада                           | Тверде (i) | Франсуаз Абанда              | W   | 6–4, 2–6, 6–3      |
| 2016 Fed Cup World Group II             | WG2     | 7 лютого 2016  | Квебек (місто), Канада       | Канада                           | Тверде (i) | Aleksandra Wozniak           | W   | 6–4, 6–4           |
| 2016 Fed Cup World Group Play-offs      | WG P/O  | 16 квітня 2016 | Москва, Росія                | Росія                            | Ґрунт (i)  | Дарія Касаткіна              | L   | 3–6, 6–3, 1–6      |
| 2016 Fed Cup World Group Play-offs      | WG P/O  | 17 квітня 2016 | Москва, Росія                | Росія                            | Ґрунт (i)  | Гаспарян Маргарита Меликівна | W   | 4–6, 6–1, 7–5      |

### Парний розряд
| Рік                                     | Стадія  | Дата           | Місце                       | Супротивник | Покриття   | Партнер                    | Опоненти                            | W/L | Рахунок                 |
| --------------------------------------- | ------- | -------------- | --------------------------- | ----------- | ---------- | -------------------------- | ----------------------------------- | --- | ----------------------- |
| 2012 Fed Cup W.G. II Play-offs          | WG2 P/O | 22 квітня 2012 | Yverdon-les-Bains Швейцарія | Швейцарія   | Тверде (i) | Darya Lebesheva            | Белінда Бенчич Амра Садікович       | L   | 7–6(7–5), 6–7(7–9), 5–7 |
| 2013 Fed Cup Europe/Africa Zone Group I | R/R     | 6 лютого 2013  | Ейлат, Ізраїль              | Грузія      | Тверде     | Лідія Морозова             | Екатеріне Горгодзе Sofia Kvatsabaia | W   | 6–2, 6–2                |
| 2013 Fed Cup Europe/Africa Zone Group I | R/R     | 8 лютого 2013  | Ейлат, Ізраїль              | Хорватія    | Тверде     | Лідія Морозова             | Darija Jurak Тереза Мрдежа          | L   | 6–7(2–7), 3–6           |
| 2015 Fed Cup Europe/Africa Zone Group I | R/R     | 4 лютого 2015  | Будапешт, Угорщина          | Грузія      | Тверде (i) | Віра Лапко                 | Оксана Калашникова Sofia Shapatava  | W   | 6–3, 6–4                |
| 2015 Fed Cup Europe/Africa Zone Group I | R/R     | 5 лютого 2015  | Будапешт, Угорщина          | Болгарія    | Тверде (i) | Віра Лапко                 | Dia Evtimova Вікторія Томова        | W   | 7–5, 6–1                |
| 2015 Fed Cup Europe/Africa Zone Group I | R/R     | 6 лютого 2015  | Будапешт, Угорщина          | Португалія  | Тверде (i) | Віра Лапко                 | Bárbara Luz Inês Murta              | W   | 6–4, 6–7(2–7), 6–2      |
| 2016 Fed Cup World Group II             | WG2     | 7 лютого 2016  | Квебек (місто), Канада      | Канада      | Тверде (i) | Говорцова Ольга Олексіївна | Габріела Дабровскі Керол Чжао       | W   | 6–2, 6–4                |

## Виступи у турнірах Великого шолома

### Одиночний розряд
| Турнір                                 | Тур WTA 2014 | Тур WTA 2015 | Тур WTA 2016 | Тур WTA 2017 | Тур WTA 2018 | SR     | W–L   |
| -------------------------------------- | ------------ | ------------ | ------------ | ------------ | ------------ | ------ | ----- |
| Турніри Великого шолома                |              |              |              |              |              |        |       |
| Відкритий чемпіонат Австралії з тенісу | A            | К1р          | 2р           | 1р           | 3р           | 0 / 3  | 3–3   |
| Відкритий чемпіонат Франції з тенісу   | A            | К1р          | 1р           | 2р           | 2р           | 0 / 3  | 2–3   |
| Вімблдонський турнір                   | A            | 2р           | 2р           | 1р           | 4р           | 0 / 4  | 5–4   |
| Відкритий чемпіонат США з тенісу       | 2р           | 1р           | 1р           | 2р           |              | 0 / 4  | 2–4   |
| Перемоги-Поразки                       | 1–1          | 1–2          | 2–4          | 2–4          | 6–3          | 0 / 14 | 12–14 |

## Перемоги над гравцями першої 10-ки
| #            | Гравець           | Рейтинг | Турнір                            | Покриття | Раунд | Рахунок       |
| ------------ | ----------------- | ------- | --------------------------------- | -------- | ----- | ------------- |
| Тур WTA 2016 |                   |         |                                   |          |       |               |
| 1.           | Кароліна Плішкова | Ранг 6  | Pan Pacific Open, Tokyo           | Тверде   | 2     | 6–4, 6–2      |
| Тур WTA 2018 |                   |         |                                   |          |       |               |
| 2.           | Петра Квітова     | Ранг 7  | Вімблдонський турнір 2018, London | Трава    | 1     | 6–4, 4–6, 6–0 |